# Кайракты (Светлинский район)
Кайракты — упразднённое село в Светлинском районе Оренбургской области. На момент упразднения входило в состав сельского поселения Тобольский сельсовет. Исключено из учётных данных в 2005 году.

## География
Располагалось на правом берегу реки Кайракты, на расстоянии, примерно, 14 километров к юго-западу от поселка Тобольский.

## История
Возникло в 1954 году как посёлок отделения № 3 совхоза «Тобольский».
Постановление Законодательного Собрания Оренбургской области от 21 июня 2005 года село исключено из учётных данных.

## Население
По переписи 2002 года в селе проживало 96 человек, из которых казахи составляли 82 % населения.